# Turgor

Turgor – stan napięcia ściany komórkowej w wyniku działania na nią ciśnienia hydrostatycznego wewnątrz komórki. Efektem turgoru jest stan jędrności tkanek roślinnych oraz możliwość zachowania kształtu i sztywności nawet tych elementów, które pozbawione są tkanek mechanicznych.
Wpływ napięć ściany komórkowej na potencjał wody określany jest jako potencjał turgorowy. Ten składnik potencjału wody może przyjmować wartość dodatnią, gdy wewnątrz komórki panuje ciśnienie hydrostatyczne, może być też równy zeru, gdy protoplast nie wywiera ciśnienia na ścianę komórkową. W wyjątkowych sytuacjach potencjał turgorowy przyjmuje wartość ujemną. Tak jest w komórkach ksylemu, w których ściany komórkowe zapewniają utrzymanie ujemnego ciśnienia hydrostatycznego i związanej z nim siły ssącej. W stanie pełnego turgoru potencjał wody w komórce jest równy zero, komórka nie może pobrać więcej wody.